# هوسیک سانتوریان
هوسیک سانتوریان (ارمنی: Հուսիկ Սանթուրյան؛ انگلیسی: Husik Santurjan؛ ۱ ژانویهٔ ۱۹۲۰ – ۱ فوریهٔ ۲۰۱۱) یک کشیش اهل ارمنستان بود که در سال ۱۹۶۲ به عنوان اسقف کلیسای حواری ارمنی برگمارده شد
.